# Carlos Ismael Noriega
Carlos Ismael Noriega (Lima, Peru, 1959. október 8. –) amerikai űrhajós, alezredes. Az első spanyol nyelvű űrhajós.

## Életpálya
1981-ben a Dél-kaliforniai Egyetemen számítástechnikából szerzett diplomát. 
1981-ben a Haditengerészetbe (ROTC), ahol helikopterpilóta kiképzésben részesült. Szolgálati repülőgépe a CH–46 Sea Knight volt. 1983-1985 között repülőgép bázisa a Marine Corps Air Station Kaneohe Bay, Hawaii). Több repülőgép-hordozón (Csendes-óceán, Indiai-óceán), illetve külföldi bázison (Libanon, Japán) teljesített feladatot. 1986-tól repülésbiztonsági tiszt. 1988–1990 között a Haditengerészet (US Navy) Posztgraduális Iskolájában megvédte diplomáját. Több mint 2200 órát töltött levegőben repülőgéppel és helikopterrel.
1994. december 9-től a Lyndon B. Johnson Űrközpontban részesült űrhajóskiképzésben. Két űrszolgálata alatt összesen 20 napot, 1 órát és 18 percet (481 óra) töltött a világűrben. Szolgálata alatt három űrsétát végzett, összesen 19 óra időtartamban. Űrhajós pályafutását 2005 januárjában fejezte be. 2007–2011 között a NASA Advanced Projects Office Constellation Program (JSC) vezetője.

## Űrrepülések
- STS–84 az Atlantis űrrepülőgép 19. repülésének küldetésfelelőse. A 6. repülés a  Shuttle–Mir program keretében. Több mint 4 tonna élelmiszert, kutatási eszközöket, műszereket szállított az űrállomásra. SpaceHab mikrogravitációs laboratóriumban több kereskedelmi kutatási, kísérleti, anyag előállítási programot teljesítettek. Első űrszolgálata alatt összesen 9 napot, 5 órát és 20 percet (221 óra) töltött a világűrben.  6 000 000 kilométert (3 700 000 mérföldet) repült, 144 alkalommal kerülte meg a Földet.
- STS–97, az Endeavour űrrepülőgép 15. repülésének küldetésfelelős. A Nemzetközi Űrállomásra (ISS) repült, telepítették az első napelemet. Logisztikai utánpótlást (vizet, élelmet, kutatási eszközöket, anyagokat) vittek, visszafelé leszállították a becsomagolt szemetet. Elvégezték a meghatározott kutatási, kísérleti, anyag előállítási feladatokat. Második űrszolgálata alatt összesen 10 napot, 19 órát és 58 percet (260 óra) töltött a világűrben. 7 203 000 kilométert (4 476 000 mérföldet) repült, 170 kerülte meg a Földet.